# ガールズRPG シンデレライフ
『ガールズRPG シンデレライフ』（ガールズアールピージー シンデレライフ）は、レベルファイブから2012年3月8日発売のニンテンドー3DS専用ソフトである。

## 概要
携帯電話ゲームのキャバ嬢育成ゲーム「キャバ嬢っぴ」を家庭用ゲーム機向けにアレンジしたもので、当初のタイトルは『キャバ嬢っぴ for Nintendo 3DS』であった。移植に際してはキャバ嬢にまつわる単語を独自のものに置き換え、ファンタジー色を付加するなどして生々しくならないようにアレンジされている。
自分のアバターを作り、ネオ銀座の店「キャッスル」において「ネオジェンヌ」として接客を行う。接客により経験値が貯まり、魅力も上がっていく。
ナレーションは森本レオ。イメージキャラクターは三原勇希・百津弘子・稲垣梨奈の3人で結成されたユニット「プリンセスK」。2012年3月7日にテーマ曲『シンデレライフ』でCDデビュー。

## 登場キャラクター
主人公
声 - 遠藤綾／木下紗華／後藤沙緒里／中村心（選択可能）
アバター（プレイヤーキャラクター）。
世良（せら）
声 - 代永翼
主人公をネオ銀座駅まで迎えに来てくれた青年。ルルで働いている。
みかこ
声 - 水谷優子
フラワーショップ「ルル」の経営者。
セルジュ
声 - 代永翼
ルトニア王国出身の謎の貴公子。

### キャッスルのスタッフ
紫音（しおん）
声 - 宮島依里
キャッスルの先輩ネオジェンヌ。美麗と同期。
いちか
声 - 成田沙矢香
キャッスルのネオジェンヌ。主人公の高校時代の同級生でもある。
美麗（みれい）
プリンセスネオジェンヌ。紫音と同期。
声 - 高梁碧
ゆみ
声 - 下山田綾華
咲（さき）
声 - 小林未沙
モニカ
声 - 石松千恵美
あんず
声 - 後藤麻衣
栗崎（くりさき）
キャッスルの店長。
声 - 最上嗣生
細井（ほそい）
声 - 森訓久
小林（こばやし）
声 - 浅利遼太

### エクスカリバーのスタッフ
まこ
声 - いのくちゆか
かよ
声 - 永田依子
しほ
声 - 中村知子
けいと
声 - 加藤将之
八神（やがみ）
エクスカリバーの店長。
声 - 加藤将之
鮫島（さめじま）
声 - 樋口智透
花園（はなぞの）
声 - 大原崇

### ストーリー上で現れるキャラクター
レディ・アメジスタ
声 - 東條加那子
凄腕占い師。
北条一成（ほうじょう かずなり）
声 - 宗矢樹頼
北条カンパニーの社長。
鞍馬涼子（くらま りょうこ）
声 - 樋口あかり
自然環境大臣。
霧島凛（きりしま りん）
声 - 幸田直子
エクスカリバーのオーナー。
霧島斗真（きりしま とうま）
声 - 諏訪部順一
レインボースリーのリーダー。

ユウガ
声 - 杉山大
レインボースリーのメンバー。
ほのか
声 - うえだ星子
レインボースリーのメンバー。

### キャッスルの客
山田慶介
声 - 最上嗣生
東大吾
声 - 高口公介
大西順
声 - 梯篤司
闘田伸作
声 - 高口公介
小金田照美
声 - 四宮豪
マジド
声 - 四宮豪
証城寺京一郎
声 - 河田吉正
尾上松五郎
声 - 烏丸祐一
ジョン・レナード
声 - 森訓久
桜沢輝
声 - 浅利遼太

### エクスカリバーの客
猪原溜次
声 - 高口公介
北沢幸太郎
声 - 四宮豪
平等院泰三
声 - 四宮豪
宇都宮学
声 - 河田吉正
相田譲二
声 - 烏丸祐一
成瀬駆
声 - 樋口智透
安元茂
声 - 櫻井トオル
沢村宙太
声 - 大原崇
ダン田中
声 - 加藤将之
改良人間ベアー
声 - 森訓久

### コラボキャラクター
他作品から多数のキャラクターが参加、オリジナルの声優も起用している。
ルパン三世（『ルパン三世』）
声 - 栗田貫一
峰不二子（『ルパン三世』）
声 - 沢城みゆき
喪黒福造（『笑ゥせぇるすまん』）
声 - 大平透
矢島金太郎（『サラリーマン金太郎』）
声 - 宮本大誠
伊藤開司（『カイジ』シリーズ）
声 - 萩原聖人
千秋真一（『のだめカンタービレ』）
声 - 関智一
範馬勇次郎（『範馬刃牙』）
声 - 乃村健次
矢吹丈（『あしたのジョー』）
声 - あおい輝彦
速水真澄（『ガラスの仮面』）
声 - 森川智之
タキシード仮面（『美少女戦士セーラームーン』）
声 - 古谷徹
円堂守（『イナズマイレブンGO』）
声 - 竹内順子
鬼道有人（『イナズマイレブンGO』）
声 - 吉野裕行

## テーマ曲
テーマ曲「シンデレライフ」
歌 - プリンセスK（リナ / ユウキ / ヒロコ）
ゲームのために結成されたユニット。ゲーム中にもゲスト出演している。

## Webアニメ
『ネオジェンヌのホンネDEガールズトーク』
公式サイトで配信のFLASHアニメ。全3話。製作はDLE。アニメ内のネオジェンヌはゲーム本編では登場しない。

### 登場人物（アニメ）
- 主人公
- 麗奈
- ジュリア
- モモカ

### ナレーション（アニメ）
- FROGMAN

### サブタイトル（アニメ）
| 話数  | サブタイトル                     | 配信日        |
| ----- | -------------------------------- | ------------- |
| 第1話 | 有名キャラが集う店の巻           | 2012年3月1日  |
| 第2話 | アイドル、社長にアラブの富豪の巻 | 2012年3月8日  |
| 第3話 | 目指せ!技ありコーデの巻          | 2012年3月12日 |